# Michał Nagengast
Michał Nagengast (ur. 16 września 1906 roku w Poznaniu, zm. 14 grudnia 1999 roku) – polski motocyklista.

## Życiorys
Po odzyskaniu niepodległości przez Polskę, stał się jednym z najbardziej znanych sportowców i pasjonatów zawodów motocyklowych. W 1932 roku ustanowił oficjalny rekord Polski z szybkości jazdy motocykla na odcinku 1 km ze startu lotnego, osiągając prędkość 159 km/h (na motocyklu Rudge 500). W 1935 roku poprawił go o 4 km/h (rekord utrzymał się do II wojny światowej - nieudaną próbę pobicia rekordu podjął Witold Rychter). Michał Nagengast brał też udział w wielu zawodach krajowych i międzynarodowych. W 1930 roku zajął czwarte miejsce w zawodach organizowanych przez Towarzystwo Sportowe Poznań. 24 maja 1931 zwyciężył w Międzynarodowych Zawodach w Mysłowicach (w klasie do 250 cm³). W 1932 roku zajął drugie miejsce w klasie 550 cm³ w międzynarodowym turnieju Złoty Kask (Sopot).
Po zakończeniu czynnej kariery zawodniczej był mechanikiem innego znanego poznańskiego motocyklisty – Jerzego Mielocha.
Po zakończeniu wojny Michał Nagengast zamieszkał w Gorzowie Wielkopolskim, piastując jednocześnie stanowisko kierownika ówczesnego Państwowego Urzędu Samochodowego. W dniach 8-10 września 1945 roku z jego inicjatywy odbył się pierwszy polski motocyklowy „Zlot Gwiaździsty”. Miesiąc później z inicjatywy Nagengasta powstał w Gorzowie Wielkopolskim Klub Motorowy Unia (początkowo jako oddział Klubu Motorowego Unii Poznań) – z nim samym jako pierwszym prezesem.
Był ojcem Henryka Nagengasta, również sportowca motocrossowego (zakończył karierę po niebezpiecznej kontuzji). Został pochowany na Cmentarzu parafialnym św. Jana Vianneya w Poznaniu.